# Shoot-Out 2022
Lo Shoot-Out 2022 è stato l'undicesimo evento della stagione 2021-2022 di snooker, l'ottavo valido per il Ranking, e la 13ª edizione di questo torneo, che si è disputato dal 20 al 23 gennaio 2022, presso la Morningside Arena di Leicester, in Inghilterra.
È stato il quarto evento stagionale della BetVictor European Series 2021-2022.
Il torneo è stato vinto da Hossein Vafaei, il quale ha battuto in finale Mark Williams per 1-0 (71-0). L'iraniano si è aggiudicato così il suo primo torneo professionistico in carriera alla sua prima finale disputata, divenendo il 70º giocatore diverso a conquistare un titolo Ranking e il primo proveniente dall'Iran a conquistarne uno.
Williams ha disputato la sua 38ª finale valida per la classifica mondiale, la prima finale in questo torneo e la seconda in stagione, dopo il successo al British Open ai danni di Gary Wilson.
Vafaei e Williams non si sfidavano in uno scontro diretto dagli ottavi di finale del Welsh Open 2021, in cui a trionfare era stato il gallese per 4-2. Si tratta, invece, del primo successo dell'iraniano.
Il campione in carica era Ryan Day, il quale è stato eliminato ai sessantaquattresimi di finale da Jak Jones.
Durante il corso del torneo sono stati realizzati due century breaks, uno in meno della precedente edizione. Il miglior break è stato un 123, realizzato da Hossein Vafaei, durante i sessantaquattresimi di finale.

## Montepremi
- Vincitore: £50000
- Finalista: £20000
- Semifinalisti: £8000
- Quarti di finale: £4000
- Ottavi di finale: £2000
- Sedicesimi di finale: £1000
- Trentaduesimi di finale: £500
- Sessantaquattresimi di finale: £250[4]
- Miglior break: £5000
- Totale: £171000

## Panoramica

### Aspetti tecnici
Dopo aver disputato l'edizione 2021 alla Marshall Arena di Milton Keynes, in Inghilterra, in quanto unica bolla in grado di ospitare tutto lo staff necessario per i tornei, compresi i giocatori, il torneo si svolge alla Morningside Arena di Leicester, per la prima volta nella sua storia; l'impianto ha ospitato tre edizioni della Championship League e il British Open 2021.

### Aspetti sportivi
L'evento è valevole per la classifica mondiale per la sesta edizione consecutiva.
Viene confermato per intero il montepremi delle precedenti due edizioni.
Il 28 giugno 2021 l'azienda di scommesse sportive BetVictor comunica di essersi accordata con il World Snooker Tour per sponsorizzare tutti i quattro eventi Home Nations Series, accorpando questa serie di tornei alla BetVictor European Series per la stagione 2021-2022. La BetVictor aveva già sponsorizzato questo torneo dal 2019 al 2021.
Il vincitore del torneo ha il diritto di partecipare al Champion of Champions 2022.
Sono assenti al torneo Judd Trump, Ronnie O'Sullivan, Neil Robertson, Kyren Wilson, John Higgins, Stephen Maguire, Anthony McGill, Ding Junhui, Kurt Maflin, Alexander Ursenbacher, Sam Craigie, David Grace, Zhao Jianbo, Rory McLeod, Wu Yize, Hammad Miah, Stephen Hendry, Ng On-yee, Igor Figueiredo, Marco Fu, i quali vengono sostituiti dai dilettanti Sanderson Lam, Michael Georgiou, Si Jiahui, Soheil Vahedi, Michael White, David Lilley, Ross Muir, John Astley, Bai Langning, James Cahill, Mark Lloyd, Simon Blackwell, Haydon Pinhey, Billy Joe Castle, Kuldesh Johal, Rod Lawler, Leo Fernandez, Daniel Womersley e Ryan Davies. Ricevono un invito anche Stan Moody, Paul Deaville, Liam Graham, Liam Davies, Dylan Emery, Ross Bulman, Robbie McGuigan e Rebecca Kenna, i quali sono i prescelti per completare il quadro dei 128 giocatori presenti.

## Regolamento
Nello Shoot-Out sono presenti differenti regole rispetto alla classica partita di snooker.
- Ogni incontro può durare massimo 10 minuti, la partita finisce anche se un giocatore sta realizzando un break.
- I giocatori hanno a disposizione 15 secondi per ogni tiro nei primi 5 minuti, mentre negli altri 5 il tempo si riduce a 10 secondi a tiro.
- In ogni match del torneo c'è solo un frame.
- Per determinare il giocatore che andrà al tiro d'apertura i due giocatori ne fanno entrambi uno e chi fa ritornare più velocemente la bianca indietro può decidere se tirare o lasciare l'inizio del frame all'avversario.
- Per ogni fallo l'avversario avrà a disposizione la biglia bianca in mano da posizionare in ogni parte del tavolo, senza poter ricorrere alla ripetizione del tiro o al tiro dal posto dopo il fallo.
- I giocatori devono colpire almeno una sponda del tavolo con almeno una biglia.
- Se il frame finisce in parità viene rimessa sul tavolo la biglia blu e la biglia bianca che viene riposizionata nella parte alta. Appena uno dei giocatori imbuca, l'altro è costretto ad imbucare per allungare il match e se sbaglia perderà come nel calcio. Se la biglia blu non finisce nella buca cercata ma in un'altra con un rimpallo, viene considerato comunque errore.

## Copertura
Le seguenti emittenti e piattaforme streaming hanno trasmesso lo Shoot-Out 2022.
| Copertura              | Paese/Continente      |
| ---------------------- | --------------------- |
| Eurosport              | Regno Unito ed Europa |
| Liaoning TV            | Cina                  |
| Superstar Online       | Cina                  |
| Kuaishou               | Cina                  |
| Migu                   | Cina                  |
| Youku                  | Cina                  |
| Zhibo.tv               | Cina                  |
| Huya.com               | Cina                  |
| Premier Sports Network | Filippine             |
| Now TV                 | Hong Kong             |
| True Sport             | Thailandia            |
| Sport Cast             | Taiwan                |
| Sky Sports             | Nuova Zelanda         |
| DAZN                   | Canada                |
| Astrosport             | Malaysia              |
| Matchroom.Live         | Resto del mondo       |

## Tabellone

### Sessantaquattresimi di finale
| 1ª sessione     | 1ª sessione | 1ª sessione       |
| Giocatore 1     | Risultato   | Giocatore 2       |
| --------------- | ----------- | ----------------- |
| Ryan Day        | 23-50       | Jak Jones         |
| Allan Taylor    | 103-3       | Liam Davies       |
| Jimmy Robertson | 15-21       | Simon Blackwell   |
| Dylan Emery     | 45-48       | Simon Lichtenberg |
| Lu Ning         | 27-53       | Stan Moody        |
| Ali Carter      | 81-0        | Matthew Stevens   |
| Craig Steadman  | 44-19       | Gerard Greene     |
| Pang Junxu      | 20-39       | Cao Yupeng        |
| James Cahill    | 16-64       | Jackson Page      |
| Martin Gould    | 3-49        | Nigel Bond        |
| Dominic Dale    | 32-36       | Oliver Lines      |
| Jamie O'Neill   | 40-46       | Liang Wenbó       |
| Gao Yang        | 64-35       | Jamie Wilson      |
| John Astley     | 14-71       | Ian Burns         |
| Haydon Pinhey   | 33-35       | Farakh Ajaib      |
| Chang Bingyu    | 50-51       | Shaun Murphy      |

| 2ª sessione       | 2ª sessione | 2ª sessione      |
| Giocatore 1       | Risultato   | Giocatore 2      |
| ----------------- | ----------- | ---------------- |
| Mark Selby        | 43-38       | Li Hang          |
| Paul Deaville     | 59-50       | Chen Zifan       |
| Michael Judge     | 22-29       | Mark Lloyd       |
| Fraser Patrick    | 6-64        | Andrew Higginson |
| Sunny Akani       | 24-29       | David Gilbert    |
| Ross Bulman       | 75-1        | Martin O'Donnell |
| Aaron Hill        | 50-8        | Lee Walker       |
| Stuart Carrington | 1-59        | Mark Williams    |
| Lyu Haotian       | 32-89       | Dean Young       |
| Ricky Walden      | 27-54       | Zak Surety       |
| Leo Fernandez     | 38-1        | Fergal O'Brien   |
| Ben Woollaston    | 7-89        | Jack Lisowski    |
| Peter Lines       | 38-33       | Joe O'Connor     |
| Lei Peifan        | 40-22       | Alfie Burden     |
| Reanne Evans      | 1-100       | Fan Zhengyi      |
| Rod Lawler        | 3-52        | Elliot Slessor   |

| 3ª sessione        | 3ª sessione | 3ª sessione     |
| Giocatore 1        | Risultato   | Giocatore 2     |
| ------------------ | ----------- | --------------- |
| Ashley Carty       | 4-74        | Mark Allen      |
| Barry Pinches      | 55-1        | Ross Muir       |
| Iulian Boiko       | 1-67        | Robbie Williams |
| Tian Pengfei       | 47-7        | Rebecca Kenna   |
| Stuart Bingham     | 90-0        | Mark Davis      |
| Noppon Saengkham   | 45-69       | David Womersley |
| Mitchell Mann      | 32-21       | Xiao Guodong    |
| Thepchaiya Un-Nooh | 33-49       | Kuldesh Johal   |
| Ryan Davies        | 21-27       | Barry Hawkins   |
| Michael Georgiou   | 93-30       | Si Jiahui       |
| Duane Jones        | 47-39       | Xu Si           |
| Mark Joyce         | 78-61       | Yan Bingtao     |
| Zhang Jiankang     | 17-66       | Zhang Anda      |
| Jamie Clarke       | 38-10       | Ben Hancorn     |
| Andrew Pagett      | 35-17       | Liam Graham     |
| Jimmy White        | 5-56        | Sanderson Lam   |

| 4ª sessione      | 4ª sessione | 4ª sessione      |
| Giocatore 1      | Risultato   | Giocatore 2      |
| ---------------- | ----------- | ---------------- |
| Luca Brecel      | 40-20       | Joe Perry        |
| Chris Wakelin    | 37-2        | Michael White    |
| Scott Donaldson  | 24-27       | David Lilley     |
| Hossein Vafaei   | 124-7       | Peter Devlin     |
| Yuan Sijun       | 31-26       | Tom Ford         |
| Billy Joe Castle | 61-23       | Sean Maddocks    |
| Anthony Hamilton | 82-0        | Robert Milkins   |
| Jordan Brown     | 48-20       | Jamie Jones      |
| Mark King        | 38-24       | Graeme Dott      |
| Lukas Kleckers   | 67-1        | Louis Heathcote  |
| Robbie McGuigan  | 21-64       | Liam Highfield   |
| Zhou Yuelong     | 1-49        | Steven Hallworth |
| Bai Langning     | 26-32       | Ken Doherty      |
| Andy Hicks       | 23-76       | Gary Wilson      |
| Matthew Selt     | 66-36       | Ashley Hugill    |
| Michael Holt     | 58-27       | Zhao Xintong     |

### Trentaduesimi di finale
| 1ª sessione      | 1ª sessione | 1ª sessione    |
| Giocatore 1      | Risultato   | Giocatore 2    |
| ---------------- | ----------- | -------------- |
| Barry Hawkins    | 20-36       | Ali Carter     |
| Fan Zhengyi      | 23-64       | Duane Jones    |
| Gary Wilson      | 33-56       | Kuldesh Johal  |
| Liang Wenbó      | 67-18       | Zak Surety     |
| Shaun Murphy     | 31-55       | Ian Burns      |
| Liam Highfield   | 39-16       | Craig Steadman |
| Mark Joyce       | 12-20       | Jamie Clarke   |
| Michael Georgiou | 61-25       | Farakh Ajaib   |
| Mark Lloyd       | 22-43       | Mark Allen     |
| Oliver Lines     | 11-2        | Stan Moody     |
| Zhang Anda       | 17-29       | Matthew Selt   |
| Barry Pinches    | 36-86       | Hossein Vafaei |
| Simon Blackwell  | 54-35       | Luca Brecel    |
| Paul Deaville    | 14-40       | Jak Jones      |
| Aaron Hill       | 27-26       | Jackson Page   |
| Mark Williams    | 50-26       | Mark King      |

| 2ª sessione      | 2ª sessione | 2ª sessione       |
| Giocatore 1      | Risultato   | Giocatore 2       |
| ---------------- | ----------- | ----------------- |
| Elliot Slessor   | 26-77       | Mark Selby        |
| Nigel Bond       | 29-18       | Peter Lines       |
| Lukas Kleckers   | 17-12       | Tian Pengfei      |
| Dean Young       | 76-5        | Yuan Sijun        |
| Stuart Bingham   | 42-9        | Lei Peifan        |
| Mitchell Mann    | 38-33       | Jordan Brown      |
| Cao Yupeng       | 26-57       | Allan Taylor      |
| Gao Yang         | 1-53        | Steven Hallworth  |
| Ken Doherty      | 27-9        | David Gilbert     |
| Billy Joe Castle | 70-8        | Andrew Pagett     |
| Anthony Hamilton | 23-43       | Chris Wakelin     |
| Leo Fernandez    | 16-57       | Daniel Womersley  |
| Michael Holt     | 37-30       | Simon Lichtenberg |
| Sanderson Lam    | 30-5        | Ross Bulman       |
| David Lilley     | 0-32        | Andrew Higginson  |
| Jack Lisowski    | 18-68       | Robbie Williams   |

### Sedicesimi di finale
| Giocatore 1      | Risultato | Giocatore 2      |
| ---------------- | --------- | ---------------- |
| Jak Jones        | 22-63     | Mark Allen       |
| Ian Burns        | 17-36     | Mitchell Mann    |
| Simon Blackwell  | 23-29     | Andrew Higginson |
| Aaron Hill       | 4-89      | Mark Williams    |
| Allan Taylor     | 1-63      | Hossein Vafaei   |
| Dean Young       | 92-1      | Michael Holt     |
| Liam Highfield   | 27-48     | Daniel Womersley |
| Matthew Selt     | 46-3      | Ali Carter       |
| Oliver Lines     | 63-47     | Stuart Bingham   |
| Duane Jones      | 22-54     | Steven Hallworth |
| Lukas Kleckers   | 20-30     | Billy Joe Castle |
| Michael Georgiou | 70-15     | Kuldesh Johal    |
| Ken Doherty      | 50-52     | Chris Wakelin    |
| Nigel Bond       | 7-32      | Jamie Clarke     |
| Liang Wenbó      | 37-35     | Sanderson Lam    |
| Robbie Williams  | 57-1      | Mark Selby       |

### Ottavi di finale
| Giocatore 1      | Risultato | Giocatore 2      |
| ---------------- | --------- | ---------------- |
| Mark Williams    | 57-1      | Matthew Selt     |
| Oliver Lines     | 28-56     | Liang Wenbó      |
| Jamie Clarke     | 44-36     | Mitchell Mann    |
| Hossein Vafaei   | 50-17     | Michael Georgiou |
| Steven Hallworth | 21-46     | Daniel Womersley |
| Robbie Williams  | 39-14     | Andrew Higginson |
| Billy Joe Castle | 42-16     | Dean Young       |
| Chris Wakelin    | 6-79      | Mark Allen       |

### Quarti di finale
| Giocatore 1     | Risultato | Giocatore 2      |
| --------------- | --------- | ---------------- |
| Mark Williams   | 97-0      | Jamie Clarke     |
| Liang Wenbó     | 49-21     | Mark Allen       |
| Hossein Vafaei  | 71-3      | Daniel Womersley |
| Robbie Williams | 69-0      | Billy Joe Castle |

### Semifinali
| Giocatore 1    | Risultato | Giocatore 2     |
| -------------- | --------- | --------------- |
| Mark Williams  | 124-1     | Robbie Williams |
| Hossein Vafaei | 92-48     | Liang Wenbó     |

### Finale
| Giocatore 1   | Risultato | Giocatore 2    |
| ------------- | --------- | -------------- |
| Mark Williams | 0-71      | Hossein Vafaei |

## Century breaks
Durante il corso del torneo sono stati realizzati 2 century breaks.
| N° | Giocatore      | Century breaks | Miglior break |
| -- | -------------- | -------------- | ------------- |
| 1  | Hossein Vafaei | 1              | 123           |
| =  | Allan Taylor   | 1              | 103           |